# Rex Brådhe
Rex Brådhe, född 17 mars 1950 på Lidingö,  är en svensk skådespelare och regissör.
Brådhe studerade vid Teaterhögskolan i Malmö 1973–1976 och vid Dramatiska institutets teaterregilinje 1980-1982.. Han är sedan verksam som filmare i det egna produktionsbolaget Hennig & Illustrafilm.
Frånskild 1986.  Han är gift med skådespelaren och manusförfattaren Michaela Brådhe Hennig.

## Filmografi
- 1961 – Gäst hos verkligheten [källa behövs]
- 1963 – Villervalle i  Söderhavet (TV-serie) [källa behövs]
- 1968 – Kvinnolek[2]
- 1979 – Den nya människan[2]
- 1979 – Charlotte Löwensköld [källa behövs]